# Ann Howard (Sängerin)
Ann Howard, geborene Ann Pauline Swadling (* 22. Juli 1934 in Norwood, London; † 26. März 2014) war eine britische Opernsängerin (Mezzosopran).

## Leben
Howard spielte schon als Jugendliche Hauptrollen in der populären britischen Theatergattung „Pantomime“ und war ab 1961 Mitglied des Chors der Covent Garden Opera, wo sie 1961 auch die Kate Pinkerton in Madama Butterfly sang. 1964 debütierte sie an der Sadler’s Wells Opera als Czipra im Zigeunerbaron. Dort und im London Coliseum, wohin die Opernkompagnie, die spätere English National Opera (ENO), 1968 umzog, sang sie in der Folge zahlreiche Hauptrollen. Ihre Darstellung von Bizets Carmen war so erfolgreich, dass sie in den 1970er Jahren eine internationale Karriere beginnen konnte, die sie in zahlreichen Rollen wie der der Amneris in Aida auch nach Nordamerika führte. In späteren Jahren verlegte sie sich auf Charakterrollen wie die Auntie in Peter Grimes, die sie an der New Yorker Met sang, oder Katisha in The Mikado. In dieser Rolle nahm sie 1997 Abschied von der ENO.

## Repertoire (Auswahl)
- Richard Rodney Bennett: The Mines of Sulphur (Uraufführung, 1965, Sadler’s Wells Opera London)
- Hector Berlioz: Les Troyens – Cassandre
- Georges Bizet: Carmen – Carmen
- David Blake: The Plumber’s Gift (Uraufführung, 1989, ENO London)
- Benjamin Britten: Peter Grimes – Auntie
- John Eaton: The Tempest – Caliban (Uraufführung, 1985, Santa Fe Opera)
- Wilfred Josephs: Rebecca (Uraufführung, 1983, Opera North Leeds)
- György Ligeti: Le Grand Macabre – Mescalina (britische Erstaufführung, 1985, ENO London)
- Jules Massenet: Hérodiade – Hérodiade
- Jacques Offenbach: La Grande-Duchesse de Gérolstein – Grande Duchesse
- Jacques Offenbach: Orphée aux enfers – Öffentliche Meinung
- Gioachino Rossini: L’italiana in Algeri – Isabella
- Camille Saint-Saëns: Samson et Dalila – Dalila
- Johann Strauss (Sohn): Der Zigeunerbaron – Czipra
- Richard Strauss: Elektra – Klytämnestra
- Arthur Sullivan: The Mikado – Katisha
- Arthur Sullivan: Ruddigore – Mad Margaret
- Giuseppe Verdi: Aida – Amneris
- Richard Wagner: Lohengrin – Ortrud
- Richard Wagner: Der Ring des Nibelungen – Fricka